# Campionati europei under 18 di atletica leggera
I campionati europei under 18 di atletica leggera (in inglese European Athletics U18 Championships) sono una competizione continentale organizzata dalla European Athletic Association, riservata agli atleti della categoria under 18.

## Storia
L'istituzione di questa competizione risale al Congresso dell'atletica europea del 2013: la manifestazione fu creata per promuovere lo sport tra i giovani in Europa.
I campionati europei under 18 di atletica leggera sono i terzi campionati del vecchio continente dedicati ad una specifica fascia d'età: i primi furono i campionati europei under 20 (all'epoca denominati juniores), istituiti nel 1970 per gli atleti appartenenti alla categoria under 20, mentre i secondi furono i campionati europei under 23, riservati a tutti gli atleti di età inferiore ai 23 anni (categoria promesse) e la cui prima edizione si tenne nel 1997.
La manifestazione ha cadenza biennale e si svolge negli anni pari, in alternanza con il festival olimpico della gioventù europea. La prima edizione si è tenuta nel 2016 a Tbilisi, Georgia.
L'edizione del 2020, originariamente prevista per il mese di luglio, è stata dapprima posticipata al mese di agosto 2021, per poi essere definitivamente cancellata a causa della pandemia di COVID-19.

## Edizioni
| Edizione | Anno | Città           | Nazione    | Data           | Sede                         |
| -------- | ---- | --------------- | ---------- | -------------- | ---------------------------- |
| 1        | 2016 | Tbilisi         | Georgia    | 14 - 17 luglio | Athletics Stadium of Tbilisi |
| 2        | 2018 | Győr            | Ungheria   | 12 - 15 luglio | Aqua Sports Center           |
| –        | 2021 | Rieti           | Italia     | 26 - 29 agosto | Stadio Raul Guidobaldi       |
| 3        | 2022 | Gerusalemme     | Israele    | 4 - 7 luglio   | Givat Ram Stadium            |
| 4        | 2024 | Banská Bystrica | Slovacchia | 18 - 21 luglio |                              |
| 5        | 2026 | Rieti           | Italia     | 16 - 19 luglio | Stadio Raul Guidobaldi       |

## Record
Statistiche aggiornate a Banskà Bystrika 2024

### Maschili
| 100 m piani                           | 10"32 (+0,6 m/s) | Marek Zakrzewski                                                        | Polonia       | 5 luglio 2022  | Gerusalemme, Israele        |                  |        |                 |         |
| 200 m piani                           | 20"81 (+0,7 m/s) | Diego Nappi                                                             | Italia        | 20 luglio 2024 | Banskà Bystrika, Slovacchia |                  |        |                 |         |
| 400 m piani                           | 46"50 | Stanisław Strzelecki                                                    | Polonia       | 20 luglio 2024 | Banskà Bystrika, Slovacchia |                  |        |                 |         |
| 800 m piani                           | 1'47"36 | Max Burgin                                                              | Gran Bretagna | 8 luglio 2018  | Győr, Ungheria              |                  |        |                 |         |
| 1500 m piani                          | 3'49"99 | Niels Laros                                                             | Paesi Bassi   | 6 luglio 2022  | Gerusalemme, Israele        |                  |        |                 |         |
| 3000 m piani                          | 8'07"03 | Aldin Ćatović                                                           | Serbia        | 21 luglio 2024 | Banskà Bystrika, Slovacchia |                  |        |                 |         |
| 110 m ostacoli (91,4 cm)              | 13"19 (+0,8 m/s) | Sam Bennett                                                             | Gran Bretagna | 7 luglio 2018  | Győr, Ungheria              |                  |        |                 |         |
| 400 m ostacoli (84 cm)                | 49''42 | Michal Rada                                                             | Rep. Ceca     | 21 luglio 2024 | Banskà Bystrika, Slovacchia |                  |        |                 |         |
| 2000 m siepi                          | 5'38"55 | Sergio del Barrio                                                       | Spagna        | 7 luglio 2022  | Gerusalemme, Israele        |                  |        |                 |         |
| Salto in alto                         | 2,18 m | Lucas Mihota                                                            | Germania      | 16 luglio 2016 | Tbilisi, Georgia            |                  |        |                 |         |
| Salto con l'asta                      | 5,46 m | Pål Haugen Lillefosse                                                   | Norvegia      | 8 luglio 2018  | Győr, Ungheria              |                  |        |                 |         |
| Salto in lungo                        | 8,04 m (+1,8 m/s) | Mattia Furlani                                                          | Italia        | 5 luglio 2022  | Gerusalemme, Israele        |                  |        |                 |         |
| Salto triplo                          | 16,03 m (-2,2 m/s) | Martin Lamou                                                            | Francia       | 17 luglio 2016 | Tbilisi, Georgia            |                  |        |                 |         |
| Getto del peso (5 kg)                 | 21,51 m | Odysseas Mouzenidis                                                     | Grecia        | 15 luglio 2016 | Tbilisi, Georgia            |                  |        |                 |         |
| Lancio del disco (1,5 kg)             | 64,51 m | Mykhailo Brudin                                                         | Ucraina       | 5 luglio 2022  | Gerusalemme, Israele        |                  |        |                 |         |
| Lancio del martello (5 kg)            | 87,82 m | Mychajlo Kochan                                                         | Ucraina       | 7 luglio 2018  | Győr, Ungheria              |                  |        |                 |         |
| Lancio del giavellotto (700 g)        | 84,52 m | Topi Parviainen                                                         | Finlandia     | 6 luglio 2022  | Gerusalemme, Israele        |                  |        |                 |         |
| Decathlon (under 18)                  | 7 626 p. | Amadeus Gräber                                                          | Germania      | 7 luglio 2022  | Gerusalemme, Israele        |                  |        |                 |         |
| Decathlon (under 18)                  | \| 100 m (v.) \| Lungo (v.) \| Peso \| Alto \| 400 m \| 110 m hs (v.) \| Disco \| Asta \| Giavellotto \| 1500 m \| \| ---------------- \| ----------------- \| -------------- \| ------ \| ----- \| -------------------------- \| ---------------- \| ------ \| --------------- \| ------- \| \| 11"05 (+1,2 m/s) \| 6,88 m (+0,9 m/s) \| 14,33 m (5 kg) \| 1,96 m \| 50"27 \| 14"45 (-1,3 m/s) (91,4 cm) \| 37,98 m (1,5 kg) \| 4,40 m \| 55,57 m (700 g) \| 4'32"21 \| |                                                                         |               |                |                             |                  |        |                 |         |
| Marcia 5000 m                         | 20'01''44 | Alessio Coppola                                                         | Italia        | 21 luglio 2024 | Banskà Bystrika, Slovacchia |                  |        |                 |         |
| Marcia 10000 m                        | 44'01"60 | Frederick Weigel                                                        | Germania      | 7 luglio 2022  | Gerusalemme, Israele        |                  |        |                 |         |
| Staffetta svedese (100+200+300+400 m) | 1'51"62 | Nikodem Dymiński Jakub Foremny Bartłomiej Adamczyk Stanisław Strzelecki | Polonia       | 21 luglio 2024 | Banskà Bystrika, Slovacchia |                  |        |                 |         |
| 100 m (v.)                            | Lungo (v.) | Peso                                                                    | Alto          | 400 m          | 110 m hs (v.)               | Disco            | Asta   | Giavellotto     | 1500 m  |
| 11"05 (+1,2 m/s)                      | 6,88 m (+0,9 m/s) | 14,33 m (5 kg)                                                          | 1,96 m        | 50"27          | 14"45 (-1,3 m/s) (91,4 cm)  | 37,98 m (1,5 kg) | 4,40 m | 55,57 m (700 g) | 4'32"21 |

### Femminili
| Specialità                               | Prestazione | Atleta                                                             | Nazione          | Data              | Luogo                       |         |
| ---------------------------------------- | --- | ------------------------------------------------------------------ | ---------------- | ----------------- | --------------------------- | ------- |
| 100 m piani                              | 11"39 (+1,8 m/s) | Nia Wedderburn-Goodison                                            | Gran Bretagna    | 5 luglio 2022     | Gerusalemme, Israele        |         |
| 200 m piani                              | 23''09 (+1,0m/s) | Elisa Valensin                                                     | Italia           | 20 luglio 2024    | Banskà Bystrika, Slovacchia |         |
| 400 m piani                              | 51"89 | Anastazja Kuś                                                      | Polonia          | 20 luglio 2024    | Banskà Bystrika, Slovacchia |         |
| 800 m piani                              | 2'04"23 | Adéla Holubová                                                     | Rep. Ceca        | 21 luglio 2021    | Banskà Bystrika, Slovacchia |         |
| 1500 m piani                             | 4'13"01 | Lyla Belshaw                                                       | Gran Bretagna    | 21 luglio 2024    | Banskà Bystrika, Slovacchia |         |
| 3000 m piani                             | 9'18"05 | Sarah Healy                                                        | Irlanda          | 6 luglio 2018     | Győr, Ungheria              |         |
| 100 m ostacoli (76,2 cm)                 | 12'97'' | Laura Frličková                                                    | Slovacchia       | 19 luglio 2024    | Banskà Bystrika, Slovacchia |         |
| 400 m ostacoli                           | 58"00 | Nina Radová                                                        | Rep. Ceca        | 21 luglio 2024    | Banskà Bystrika, Slovacchia |         |
| 2000 m siepi                             | 6'20"22 | Jolanda Kallabis                                                   | Germania         | 6 luglio 2022     | Gerusalemme, Israele        |         |
| Salto in alto                            | 1,94 m | Jaroslava Mahučich                                                 | Ucraina          | 8 luglio 2018     | Győr, Ungheria              |         |
| Salto con l'asta                         | 4,26 m | Freiya Leni Wildgrube                                              | Germania         | 7 luglio 2018     | Győr, Ungheria              |         |
| Salto in lungo                           | 6,39 m (+1,0 m/s) | Ayla Hallberg Hossain                                              | Svezia           | 7 luglio 2022     | Gerusalemme, Israele        |         |
| Salto triplo                             | 13,95 m (+1,1 m/s) | María Vicente                                                      | Spagna           | 8 luglio 2018     | Győr, Ungheria              |         |
| Getto del peso (3 kg)                    | 18,50 m | Alexandra Emilianov                                                | Macedonia        | 16 luglio 2016    | Tbilisi, Georgia            |         |
| Lancio del disco                         | 58,09 m | Alexandra Emilianov                                                | Macedonia        | 15 luglio 2016    | Tbilisi, Georgia            |         |
| Lancio del martello (3 kg)               | 72,93 m | Clara Hegemann                                                     | Germania         | 19 luglio 2024    | Banska Bystrika, Slovacchia |         |
| Lancio del giavellotto (500 g)           | 61,07 m | Vita Barbić                                                        | Croazia          | 21 luglio 2024    | Banskà Bystrika, Slovacchia |         |
| Eptathlon (under 18)                     | 6 221 p. | María Vicente                                                      | Spagna           | 6 luglio 2018     | Győr, Ungheria              |         |
| Eptathlon (under 18)                     | \| 100 m hs (v.) \| Alto \| Peso \| 200 m (v.) \| Lungo (v.) \| Giavellotto \| 800 m \| \| -------------------------- \| ------ \| -------------- \| ---------------- \| ----------------- \| --------------- \| ------- \| \| 13"25 (+0,1 m/s) (76,2 cm) \| 1,72 m \| 13,77 m (3 kg) \| 23"78 (-0,3 m/s) \| 6,37 m (+1,8 m/s) \| 43,28 m (500 g) \| 2'23"29 \| |                                                                    |                  |                   |                             |         |
| 200 m piani Eptathlon                    | 23''65 | Evelina Olsson                                                     | Svezia           | 18 luglio 2024    | Banskà Bystrika, Slovacchia |         |
| 800 m piani Eptathlon                    | 2'12"65 | Niamh Emerson                                                      | Gran Bretagna    | 21 luglio 2021    | Tbilisi, Georgia            |         |
| 100 m ostacoli Eptathlon (76,2 cm)       | 13"12 | Enni Virjonen                                                      | Finlandia        | 18 luglio 2024    | Banskà Bystrika, Slovacchia |         |
| Salto in lungo Eptathlon                 | 6,37 m (+1,8 m/s) | Maria Vicente                                                      | Spagna           | 6 luglio 2018     | Győr, Ungheria              |         |
| Salto in alto Eptathlon                  | 1,88 m | Alina Shukh                                                        | Ucraina          | 14 luglio 2016    | Tbilisi, Georgia            |         |
| Getto del peso Eptathlon (3 kg)          | 15,06 m | Sarah Lagger                                                       | Austria          | 14 luglio 2016    | Tbilisi, Georgia            |         |
| Lancio del giavellotto Eptathlon (500 g) | 51,59 m | Enni Virjonen                                                      | Finlandia        | 19 luglio 2024    | Banskà Bystrika, Slovacchia |         |
| Marcia 5000 m                            | 21'50"80 | Serena di Fabio                                                    | Italia           | 19 luglio 2024    | Banskà Bystrika, Slovacchia |         |
| Staffetta svedese (100+200+300+400 m)    | 2'05"23 | Viola Canovi Margherita Castellani Laura Frattaroli Elisa Valensin | Italia           | 21 luglio 2024    | Banskà Bystrika, Slovacchia |         |
| 100 m hs (v.)                            | Alto | Peso                                                               | 200 m (v.)       | Lungo (v.)        | Giavellotto                 | 800 m   |
| 13"25 (+0,1 m/s) (76,2 cm)               | 1,72 m | 13,77 m (3 kg)                                                     | 23"78 (-0,3 m/s) | 6,37 m (+1,8 m/s) | 43,28 m (500 g)             | 2'23"29 |

## Medagliere
Statistiche aggiornate a  Banskà Bystrika 2024.
| Posiz. | Nazione                     | Oro | Argento | Bronzo | Totale |
| ------ | --------------------------- | --- | ------- | ------ | ------ |
| 1      | Gran Bretagna               | 22  | 12      | 15     | 49     |
| 2      | Italia                      | 17  | 15      | 12     | 44     |
| 3      | Germania                    | 15  | 16      | 11     | 42     |
| 4      | Francia                     | 10  | 15      | 12     | 37     |
| 5      | Polonia                     | 8   | 6       | 11     | 25     |
| 6      | Spagna                      | 7   | 9       | 9      | 25     |
| 7      | Rep. Ceca                   | 7   | 6       | 3      | 16     |
| 8      | Norvegia                    | 6   | 6       | 4      | 16     |
| 9      | Grecia                      | 6   | 4       | 5      | 15     |
| 10     | Bielorussia                 | 6   | 4       | 3      | 13     |
| 11     | Ucraina                     | 6   | 4       | 1      | 11     |
| 12     | Svezia                      | 5   | 8       | 7      | 20     |
| 13     | Finlandia                   | 5   | 4       | 9      | 18     |
| 14     | Paesi Bassi                 | 4   | 4       | 5      | 13     |
| 15     | Irlanda                     | 4   | 4       | 4      | 12     |
| 16     | Ungheria                    | 3   | 9       | 1      | 13     |
| 17     | Turchia                     | 3   | 7       | 6      | 16     |
| 18     | Romania                     | 3   | 2       | 5      | 10     |
| 19     | Serbia                      | 3   | 2       | 3      | 8      |
| 20     | Cipro                       | 3   | 1       | 1      | 5      |
| 21     | Belgio                      | 2   | 4       | 2      | 8      |
| 22     | Svizzera                    | 2   | 3       | 3      | 8      |
| 23     | Moldavia                    | 2   | 2       | 0      | 4      |
| 24     | Croazia                     | 2   | 1       | 4      | 7      |
| 25     | Atleti Neutrali Autorizzati | 2   | 0       | 2      | 4      |
| 26     | Danimarca                   | 2   | 0       | 1      | 3      |
| 27     | Lettonia                    | 1   | 5       | 1      | 7      |
| 28     | Bulgaria                    | 1   | 2       | 2      | 5      |
| 29     | Estonia                     | 1   | 1       | 3      | 5      |
| 30     | Slovacchia                  | 1   | 0       | 3      | 4      |
| 31     | Islanda                     | 1   | 0       | 1      | 2      |
| 32     | Slovenia                    | 0   | 3       | 0      | 3      |
| 33     | Austria                     | 0   | 2       | 4      | 6      |
| 34     | Lituania                    | 0   | 2       | 1      | 3      |
| 35     | Israele                     | 0   | 2       | 0      | 2      |
| 36     | Portogallo                  | 0   | 0       | 3      | 3      |
| 37     | Azerbaigian                 | 0   | 0       | 1      | 1      |
| Totale | Totale                      | 121 | 121     | 119    | 361    |